# Список микологов-систематиков
Список обозначений имён микологов, которые используются при цитировании научных (латинских) биноминальных названий грибов.
Список содержит:
- стандартную форму сокращения,
- имя на русском языке (если известно),
- имя на родном языке персоны (или на английском),
- год рождения или годы жизни, в некоторых случаях дан год первой публикации (пометка fl.),
- ссылка на запрос поиска обозначения в базе IPNI — либо, если известен идентификационный номер, ссылка на персональную страницу учёного в этой базе.

Форматирование строк списка производится при помощи шаблона {{ССБ}}, инструкция по использованию шаблона дана на его странице документации.
Источники — сайт International Plant Names Index (IPNI); Authors Of Fungal Names

## A
- Aa — Huub van der Aa, род. 1935[1]
- Aalto — Marjatta Aalto, род. 1939
- A.Blytt — Блютт, Аксель Гудбранд (Axel Gudbrand Blytt, 1843—1898)
- A.Dietr. — Дитрих, Альберт Готтфрид (Albert Gottfried Dietrich, 1795—1856)
- A.Pearson — Пирсон, Артур Ансельм (Arthur Anselm Pearson, 1874—1954)
- A.Schussler — Arthur Schussler, fl. 2001
- A.Venturi — Вентури, Антонио (Antonio Venturi, 1805—1864)
- A.E.Hills — Alan E. Hills, fl. 1996
- A.H.Sm. — Alexander Hanchett Smith, 1904—1986
- Ach. — Ахариус, Эрик (Erik Acharius, 1757—1819)
- Adans. — Адансон, Мишель (Michel Adanson, 1727—1806)
- Alessio — Алессио, Карло Лучано (Carlo Luciano Alessio, ?1919—2006)
- Allesch. — Andreas Allescher, 1828—1903
- Aoshima — Kiyowo Aoshima, род. 1925

## B
- B.Clement — B.Clement, fl. 2001
- B.Liu — Bo Liu, fl. 1976
- B.Ortiz — Beatriz Ortiz, fl. 2002
- B.A.Steinm. — (B.) Alfred Steinmann, 1892—
- B.C.Zhang — Bin Cheng Zhang, 1956—
- B.J.Sm. — Смит, Брендан (Brendan J. Smith, fl. 2003)
- B.O.Dodge — Додж, Бернард Огилви (Bernard Ogilvie Dodge, 1872—1960)
- Banik — Mark T. Banik, 1998
- Banker — Howard James Banker, 1866—1940
- Barbier — M. Barbier, fl. 1904
- Barrus — Mortier Franklin Barrus, 1879—
- Bas — Бас, Корнелис (Cornelis Bas, род. 1928)
- Bat. — Чавес Батиста, Аугусту (Augusto Chaves Batista, 1916—1967)
- Bataille — Батай, Фредерик (Frederic Bataille, 1850—1946)
- Batch. — Frederick William Batchelder, 1838—1911
- Batsch — Бач, Август (August Johann Georg Karl Batsch, 1761—1802)
- Battarra — Баттарра, Джованни Антонио (Giovanni Antonio Battarra, 1714—1789)
- Bazzalo — Maria E. Bazzalo, fl. 1982
- Beardslee — Henry Curtis Beardslee, 1865—1948[2]
- Beck — Бек, Гюнтер (Gunther von Mannagetta und Lerchenau Beck, 1856—1931)
- Beeli — Maurice Beeli, 1879-1957
- Beers — Alma Holland Beers, fl. 1951
- Begerow — Dominik Begerow, fl. 1997
- Bellem. — Бельмер, Андре (Andre Bellemere, fl. 1960)
- Bellu — Francesco Bellu, fl. 1988
- Berk. — Беркли, Майлз Джозеф (Miles Joseph Berkeley, 1803—1889)
- Bertea — Paul Bertea, fl. 1988
- Bessette — Alan E. Bessette, fl. 1995
- Blagaic — K. Blagaic, fl. 1918
- Boedijn — Будейн, Карел Бернард (Karel Bernard Boedijn, 1893—1964)
- Boekhout — Букхаут, Тён (Teun Boekhout, род. 1955)
- Bolton — Болтон, Джеймс (натуралист) (James Bolton, 1735—1799)[3]
- Bon — Бон, Марсель (Marcel Bon, род. 1925)
- Bondartsev — Бондарцев, Аполлинарий Семёнович (1877—1968)
- Bondartseva — Бондарцева, Маргарита Аполлинарьевна (род. 1935)
- Bond.-Mont. — Бондарцева-Монтеверде, Вера Николаевна (1889—1944)
- Bonord. — Бонорден, Герман Фридрих (Hermann Friedrich Bonorden, 1801—1884)

- Bosc — Боск, Луи-Огюстен Гийом (Louis-Augustin Bosc d'Antic, 1759—1828)[4]
- Both — Ernst E. Both, fl. 1977
- Bouchet — Буше, Доминик (Dominique Bouchet, 1770—1845)[5]
- Boud. — Будье, Эмиль (Jean Louis Emile Boudier, 1828—1920)
- Bourdot — Бурдо, Юбер (Hubert Bourdot, 1861—1937)[6]
- Bref. — Брефельд, Оскар (Oscar Brefeld, 1839—1925)
- Bres. — Брезадола, Джакомо (Giacomo Bresadola, 1847—1929)[7]
- Britzelm. — Бритцельмайр, Макс (Max Britzelmayr, 1839—1909)
- Brizi — Ugo Brizi, 1868—1949
- Brodo — Бродо, Ирвин Мюррей (Irwin Murray Brodo, род. 1935)
- Broome — Брум, Кристофер Эдмунд (Christopher Edmund Broome, 1812—1886)
- Bucholtz — Бухгольц, Фёдор Владимирович (1872—1924)
- Bull. — Бюльяр, Пьер (Jean Baptiste Francois Pierre Bulliard, 1752—1793)[8]
- Burds. — Harold H. Burdsall, род. 1940
- Burl. — Берлингхэм, Гертруда Симмонс (Gertrude Simmons Burlingham, 1872—1952)
- Burnap —[9]
- Burt — Берт, Эдвард Ангус (Edward Angus Burt, 1859—1939)

## C
- C.Martin — Мартен, Шарль-Эдуард (Charles-Edouard Martin, 1847—1937)
- C.Tul. — Тюлян, Шарль (Charles Tulasne, 1816—1884)
- C.Walker — Уокер, Кристофер (Christopher Walker, fl. 1979)
- C.F.Baker — Бейкер, Чарльз Фуллер (Charles Fuller Baker , 1872—1927)
- C.J.Humphrey — Хамфри, Кларенс Джон (Clarence John Humphrey, 1882—1970)
- Calonge — Francisco de Calonge, 1931—
- Castellano — Michael A. Castellano, fl. 1986
- Caval.-Sm. — Кавалье-Смит, Томас (Thomas Cavalier-Smith, род. 1942)
- Cejp — Цейп, Карел (Karel Cejp, 1900—1979)[10]
- Ces. — Чезати, Винченцо де (Vincenzo de Cesati, 1806—1883)
- Cetto — B. Cetto, fl. 1983
- Chevall. — Шевалье, Франсуа Фюльжи (Francois Fulgis Chevallier, 1796—1840)
- Choisy — Шуази, Жак Дени (Jacques Denys (Denis) Choisy, 1799—1859)
- Chona — Behari Lall Chona, род. 1906
- Cif. — Чиферри, Раффаэле (Raffaele Ciferri, 1897—1964)
- Claridge — Andrew W. Claridge, fl. 2000
- Coker — Кокер, Уильям Чемберс (William Chambers Coker, 1872—1953)
- Contu — Marco (E.) Contu, fl. 1984
- Cooke — Кук, Мордехай (Mordecai Cubitt Cooke, 1825—1914)
- Copel. — Коуплэнд, Эдвин (Edwin Bingham Copeland, 1873—1964)
- Corda — Корда, Август (August Karl Joseph Corda, 1809—1849)
- Corner — Корнер, Эдред Джон Генри (Edred John Henry Corner, 1906—1996)
- Cribb — Alan Bridson Cribb, 1925—
- Cub. — Кубони, Джузеппе (Giuseppe Cuboni, 1852—1920)
- Cumino — Paolo Cumino, fl. 1900s
- Curtis — Кёртис, Уильям (William Curtis, 1746—1799)

## D
- D.Arora — Арора, Дэвид (David Arora, род. 1952) Index Fungorum
- D.Hawksw. — Дэвид Лесли Хауксуорт (David Leslie Hawksworth, род. 1946)
- D.A.Reid — Derek Reid, 1927—2006
- D.E.Wilson — Doreen E. Wilson, fl. 1967
- Dav.T.Jenkins — David T. Jenkins, fl. 1979
- DC. — Декандоль, Огюстен Пирам (Augustin Pyramus de Candolle, 1778—1841)
- de Bary — Бари, Генрих Антон де (Heinrich Anton de Bary, 1831—1888)
- De Not. — Де Нотарис, Джузеппе (Giuseppe(Josephus) De Notaris, 1805-1877)
- Decock — Cony Decock, fl. 1997
- Denchev — Cvetomir Mitev Denchev, род. 1958
- Dermek — Auel Dermek, 1925—1989
- Desjardin — Dennis E. Desjardin, род. 1950
- Desm. — Демазьер, Жан-Батист Анри Жозеф (Jean-Baptiste Henri Joseph Desmazieres, 1786—1862)
- Desv. — Дево, Никез Огюстен (Nicaise Augustin Desvaux, 1784—1856)
- Dicks. — Диксон, Джеймс (ботаник) (James (Jacobus) J. Dickson, 1738—1822)
- Dietel — Дител, Пауль (Paul Dietel, 1860—1947) Index Fungorum
- Dill. — Диллениус, Иоганн Якоб (Johann Jacob Dillenius, 1684—1747)
- Ditmar — L.P.Fr. Ditmar, fl. 1806—1817
- Doidge — Ethel Mary Doidge, 1887—1965
- Donk — Донк, Маринус Антон (Marinus Anton Donk, 1908—1972)
- Doty — Maxwell Stanford Doty, 1916—1996
- Doweld — Доуэльд, Александр Борисович (Alexander Borissovitch Doweld, род. 1973)
- Duin — W.van Duin, fl. 1991
- Dumort. — Дюмортье, Бартелеми Шарль Жозеф (Barthelemy Charles Joseph Dumortier, 1797—1878)
- Dzhaf. — S.A. Dzhafarov, fl. 1959

## E F
- E.Bommer — Боммер, Элиза (Elisa Caroline Bommer, 1832—1910)[11]
- E.Cohn — E. Cohn, fl. 1904
- E.Horak — Хорак, Эгон (Egon Horak, род. 1937)
- E.A.Dick — Esther Amelia Dick, род. 1909
- E.A.Thomas — Eugen A. Thomas, род. 1912
- E.C.Hansen — Хансен, Эмиль (Emil Christian Hansen, 1842—1909)
- E.-J.Gilbert — Жильбер, Эдуард-Жан (Edouard-Jean Gilbert, 1888—1954)
- Earle — Эрл, Франклин Самнер (Franklin Sumner Earle, 1856—1929)
- Ehrh. — Эрхарт, Якоб Фридрих (Jakob Friedrich Ehrhart, 1742—1795)
- Ellis — Job Bicknell Ellis, 1829—1905
- Enderle — Эндерле, Манфред (Manfred Enderle, род. 1947)
- Erikss. — Эрикссон, Якоб (Jakob Eriksson (botaniker), 1848—1931)
- Estades — Alain Estades, fl. 1988
- E.V.Abbott — Эбботт, Эрнест Виктор (Ernest Victor Abbott, 1899—1980)
- F.D.Bailey — Бейли, Флойд Дуглас (Floyd Douglas Bailey, fl. 1935)
- F.H.Moller — F. H. Moller (1887—)
- F.H.Wigg. — Виггерс, Фридрих Генрих (Friedrich Heinrich (Fridrich Hindrich) Wiggers, 1746—1811)
- Farl. — Фарлоу, Уильям Джилсон (William Gilson Farlow, 1844—1919)
- Fayod — Файо, Виктор (Victor Fayod, 1860—1900)
- Fogel — Robert Fogel, 1947—
- Forq. — L. Forquignon, fl. 1880s
- Fr. — Фрис, Элиас Магнус (Elias Magnus Fries, 1794—1878)
- Franco-Mol. — Ana Esperanza Franco-Molano, fl. 1992
- Fresen. — Фрезениус, Георг (Johann Baptist Georg Wolfgang Fresenius, 1808—1866)
- Frost — Фрост, Чарльз Кристофер (Charles Christopher Frost, 1805—1880)
- Fuckel — Фукель, Леопольд (Karl Wilhelm Gottlieb Leopold Fuckel, 1821—1876)
- Fulgenzi — Tara D. Fulgenzi, fl. 2008 Index Fungorum

## G H
- G.Gaertn. — Гертнер, Готфрид (Philipp Gottfried Gaertner, 1754—1825)
- G.Moreno — Gabriel Moreno, род. 1951
- G.Stev. — Greta Stevenson, fl. 1962
- G.Winter — Винтер, Генрих Георг (Heinrich Georg Winter, 1848—1887)
- G.F.Atk. — Аткинсон, Джордж Фрэнсис (George Francis Atkinson, 1854—1918)
- G.M.Taylor — G.Marie Taylor, 1930—1999
- G.W.Beaton — Gordon William Beaton, 1911—
- Galzin — Гальзен, Амеде (Amedee Galzin, 1853—1925)
- Garrido — Norberto Garrido, род. 1952
- Gaum. — Гёйман, Эрнст (Ernst Albert Gaumann, 1893—1963)
- Genev. — Женевье, Леон Гастон (Leon Gaston Genevier, 1830—1880)
- Gilb. — Robert Lee Gilbertson, род. 1925
- Gillet — Жилле, Клод-Казимир (Claude-Casimir Gillet, 1806—1896)
- Gminder — Гминдер, Андреас (Andreas Gminder, род. 1964)
- Gonn. — Гоннерман, Габриэль (Gabriel Gonnermann, 1806—1884)
- Gouan — Гуан, Антуан (Antoine Gouan, 1733—1821)
- Gramberg — Eugen Gramberg , fl. 1920
- Gray — Грей, Сэмюэл Фредерик (Samuel Frederick Gray, 1766—1828)[12]
- Grgur. — Cheryl A. Grgurinovic, fl. 1982 (Австралия)
- Groger — Ferdinand Groger, fl. 1967
- Grund — Darryl W. Grund, род. 1938
- H.Jahn — Ян, Герман (Hermann Jahn, 1911—1987)[13]
- H.Ladurner — Heidi Ladurner, fl. 2003
- Hafellner — Хафельнер, Йозеф (Joseph(Josef) Hafellner, род. 1951)
- Haller — Галлер, Альбрехт фон (Albrecht von Haller, 1708—1777)
- Halling — Roy Edward Halling, род. 1950
- Har. — Арьо, Поль Огюст (Paul Auguste Hariot, 1854—1917)
- Har.Takah. — Такахаси, Харуки (Haruki Takahashi, fl. 1973)
- Harmaja — Harri Harmaja, род. 1944
- Hawker — Lilian Edith Hawker, fl. 1951
- Hedw. — Хедвиг, Иоганн (Johann Hedwig, 1730—1799)
- Henn. — Paul Christoph Hennings, 1841—1908
- Hibbett — David S. Hibbett, fl. 1997
- Hlavacek — Главачек, Иржи (Jiri Hlavacek, род. 1927)
- Hoffm. — Гофман, Георг Франц (Georg Franz Hoffmann, 1760—1826)
- Hogetsu — Taizo Hogetsu, fl. 2003
- Hohn. — Гёнель, Франц фон (Franz Xaver Rudolf von Hohnel, 1852—1920)
- Holterm. — Хольтерман, Карл (Carl Holtermann, 1866—1923)
- Hongo — Хонго, Цугуо (????, 1923—2007)
- Hook. — Гукер, Уильям Джексон (William Jackson Hooker, 1785—1865)
- Hornem. — Хорнеманн, Йенс Вилкен (Jens Wilken Hornemann, 1770—1841)
- House — Хауз, Гомер Доливер (Homer Doliver House, 1878—1949)
- Howe — Хоу, Эллиот Кельвин (Elliot Calvin Howe, 1828—1899)
- Huds. — Хадсон, Уильям (William Hudson, 1730—1793)
- Hue — Ю, Огюст Мари (Auguste Marie Hue, 1840—1917)
- Huijsman — H.S.C. Huijsman, род. 1900
- Humb. — Гумбольдт, Александр фон (Friedrich Wilhelm Heinrich Alexander Freiherr von Humboldt, 1769—1859)

## I J
- Imazeki — Имадзеки, Рокуя (????, 1904—1991)
- Imbach — Emil J. Imbach, 1897—1970
- Imler — Louis Imler, 1900—1993
- Inzenga — Giuseppe Inzenga, 1816—1887
- Ipulet — Perpetua Ipulet, fl. 2005 Index Fungorum
- J.Blum — Jean Blum, fl. 1952
- J.Favre — Jules Favre, fl. 1937
- J.Garcia — Jesus Garcia, fl. 1981
- J.Gomez — Javier Gomez Fernandez, fl. 1998
- J.Howse — J. Howse, fl. 1879
- J.Schrot. — Шрётер, Йозеф (Joseph Schroter, 1837—1894)
- J.A.Munoz — Jose Antonio Munoz, fl. 1994
- J.D.Zhao — Ji Ding Zhao, род. 1916
- J.E.Lange — Ланге, Якоб Эмануэль (Jakob Emanuel Lange, 1864—1941)
- J.E.Wright — Jorge Eduardo Wright, 1922—2005
- J.F.Gmel. — Гмелин, Иоганн Фридрих (Johann Friedrich Gmelin, 1748—1804)
- J.J.Planer — Планер, Иоганн Якоб (Johann Jacob Planer, 1743—1789)[14]
- J.L.Russel — Рассел, Джон Льюис (John Lewis Russell, 1808—1873)
- J.S.Furtado — Joao Salvador Furtado, fl. 1965
- J.W.Groves — James Walton Groves, 1906—1970
- Jacq. — Жакен, Николаус Йозеф фон (Nikolaus Joseph Freiherr von Jacquin, 1727—1817)
- Johnst. — George Johnston, 1797—1855
- Julich — Юлих, Вальтер (Walter Julich, род. 1942)
- Juss. — Жюссьё, Антуан Лоран де (Antoine-Laurent de Jussieu, 1748—1836)

## K L
- K.A. Harrison — Гаррисон, Кеннет Арчибальд (Kenneth Archibald Harrison, род. 1901)
- K.S.Thind — Kartar Singh Thind, 1917—1991
- Kalchbr. — Кальхбреннер, Карой (Karoly Kalchbrenner, 1807—1886)
- Kallenb. — Калленбах, Франц (Franz Joseph Kallenbach, 1893—1944)
- Kanch. — J. Kanchanaprayudh, fl. 2003
- Karcher — Reinhold Karcher, род. 1935
- Karling — Карлинг, Джон Сидни (John Sidney Karling, 1898—1995)
- Kempton — Phyllis E. Kempton, fl. 1968
- Killerm. — Киллерман, Себастьян (Sebastian Killermann, 1870—1956)
- Klofac — Wolfgang Klofac, fl. 1996
- Klotzsch — Клоч, Иоганн Фридрих (Johann Friedrich Klotzsch, 1805—1860)
- Knudsen — Кнудсен, Хеннинг (Henning Knudsen, род. 1948)
- Konrad — Paul Konrad, 1877—1948[15]
- Kotl. — Котлаба, Франтишек (Frantisek Kotlaba, род. 1927)
- Krapf — Karl J. von Krapf, 1782—?
- Krisai — Irmgard Krisai, fl. 1989
- Krombh. — Кромбхольц, Юлиус Винценц фон (Julius Vincenz von Krombholz, 1782—1843)
- Kuhner — Robert Kuhner, 1903—1996
- Kunc — K. Kunc, fl. 1962
- Kuntze — Кунце, Отто (Karl Ernst Otto Kuntze, 1843—1907)
- L.Remy — L.Remy, fl. 1964
- L.D.Gomez — Гомес, Луис Диего (Luis Diego Gomez, 1944—2009)
- L.S.Olive — Lindsay Shepherd Olive, 1917—1988
- L.W.Hsu — Lian Wang Hsu, fl. 1974
- L?ssoe — Лессо, Томас (Thomas L?ssoe, род. 1958)
- Lam. — Ламарк, Жан Батист (Jean-Baptiste de Lamarck, 1744—1829)
- Lambotte — Jean Baptiste Emil (Ernest) Lambotte, 1832—1905
- Lannoy — Gilbert Lannoy, fl. 1991
- Lanzoni — Gianbattista Lanzoni, fl. 1985
- Lapl. — Лапланш, Морис Кужар де (Maurice Coujard de Laplanche, 1843—1904)
- Lasch — Wilhelm Gottlob Lasch, 1787—1863
- Lazaro Ibiza — Blas Lazaro e Ibiza, 1858—1921
- Lenz — Ленц, Харальд Отмар (Harald (Harold) Othmar Lenz, 1798—1870)
- Lev. — Левейе, Жозеф-Анри (Joseph-Henri Leveille, 1796—1870)
- Lindau — Линдау, Густав (Gustav Lindau, 1866—1923)
- Link — Линк, Иоганн Генрих Фридрих (Johann Heinrich Friedrich Link, 1767—1851)
- Lloyd — Ллойд, Кёртис Гейтс (Curtis Gates Lloyd, 1859—1926)
- Locq. — Локен, Марсель (Marcel V. Locquin, род. 1922)
- Lodge — Deborah Jean Lodge, fl. 1988
- Lohwag — Ловаг, Генрих (Heinrich Lohwag, 1884—1945)
- Lotsy — Лотси, Ян Паулус (Johannes Paulus Lotsy, 1867—1931)
- Lour. — Лорейру, Жуан ди (Joao de Loureiro, 1717—1791)
- Lumn. — Istvan (Stephan) Lumnitzer, 1750—1806

## M N O
- M.A.Curtis — Кёртис, Моузес Эшли (1808—1872, Moses Ashley Curtis) Index Fungorum
- M.Didukh — Дидух, Марина (fl. 2002) Index Fungorum
- M.Rousseau — Marietta Hannon Rousseau, 1850—1926 Index Fungorum
- M.Weiss — Michael Weiss, fl. 2002
- M.Zang — Mu Zang, род. 1930
- M.H.Liu — Mei Hua Liu, fl. 1987
- M.J.O'Brien — Muriel J. O'Brien, fl. 1967
- M.Lange — Ланге, Мортен (Morten Lange, 1919—2003)
- M.M.Moser — Мозер, Майнхард Михаэль (Meinhard Michael Moser, 1924—2002)[16]
- Maas Geest. — Мас Гестеранус, Рудольф Арнольд (Rudolph Arnold Maas Geesteranus, 1911—2003)
- J.MacKay — James Townsend Mackay, 1775—1862[17]
- Maire — Мэр, Рене Шарль Жозеф (Rene Charles Joseph Maire, 1878—1949)
- Malencon — Georges Jean Louis Malencon, 1898—1984 Index Fungorum
- Manfr. Binder — Manfred Binder, fl. 1991 Index Fungorum
- Maubl. — Моблан, Андре (Andre Maublanc, 1880—1958)
- Merat — Мера, Франсуа Виктор (Francois Victor Merat de Vaumartoise, 1780—1851)
- Metrod — Georges Metrod, fl. 1938
- Meyen — Мейен, Франц Юлиус Фердинанд (Franz Julius Ferdinand Meyen, 1804—1840)
- Michx. — Мишо, Андре (Andre Michaux, 1746—1802)
- Moncalvo — Jean-Marc Moncalvo, fl. 1995
- Mont. — Монтань, Камиль (Jean Pierre Francois Camille Montagne, 1784—1866)
- Mor.-Arr. — Baldomero Moreno-Arroyo, fl. 1998
- Mordue — Janet Elizabeth Mary Mordue, род. 1936
- Moreau — Моро, Фернан (Fernand Moreau, 1886—1980)
- Morot — Моро, Луи Рене Мари Франсуа (Louis Rene Marie Francois Morot, 1854—1915)
- Munjal — R.L. Munjal, fl. 1950
- Murrill — Меррил, Уильям Альфонсо, William Alphonso Murrill
- Mussat — E. Mussat, fl. 1901
- Nees — Нес фон Эзенбек, Христиан Готфрид Даниэль (Christian Gottfried Daniel Nees von Esenbeck, 1776—1858)
- Neville — Невилл, Пьер (Pierre Neville, 1934—2009) Index Fungorum
- Nyl. — Нюландер, Вильям (William Nylander, 1822—1899) Index Fungorum IPNI
- O.E.Erikss. — Эрикссон, Уве Эрик (Ove Erik Eriksson, род. 1935)[18]
- O.K.Mill. — Orson K. Miller, Jr., 1930—2006
- Oberw. — Обервинклер, Франц (Franz Oberwinkler, род. 1939)
- Oolbekk. — G.T. Oolbekkink, fl. 1991
- Opat. — Wilhelm (Guilelmus) Opatowski, 1810—1838
- Osbeck — Осбек, Пер (Pehr Osbeck, 1723—1805) Index Fungorum IPNI
- Oudem. — Удеманс, Корнель Антуан Абрагам (Corneille Antoine Jean Abraham Oudemans, 1825—1906) Index Fungorum IPNI
- Overeem — Оверем, Каспер ван (Casper van Overeem de Haas, 1893—1927) Index Fungorum IPNI
- Overh. — Lee Oras Overholts, 1890—1946

## P Q
- P.Browne — Броун, Патрик (Patrick Browne, 1720—1790)
- P.Karst. — Карстен, Петер Адольф (Petter Adolf Karsten, 1834—1917) Index Fungorum IPNI
- P.Kumm. — Куммер, Пауль (Paul Kummer, 1834—1912)
- P.Micheli — Микели, Пьер Антонио (Pier Antonio Micheli, 1679—1737)
- P.D.Orton — Peter D. Orton, род. 1916
- P.G.Liu — Pei Gui Liu, fl. 1993
- P.W.Graff — Paul Weidemeyer Graff, 1880—[19]
- Pat. — Патуйяр, Нарсис Теофиль (Narcisse Theophile Patouillard, 1854—1926)
- Paulet — Поле, Жан-Жак (Jean-Jacques Paulet, 1740—1826)
- Peck — Пек, Чарльз Хортон (Charles Horton Peck, 1833—1917)
- Pegler — Пеглер, Дэвид Норман (David Norman Pegler, род. 1938)
- Peintner — Ursula Peintner, fl. 1999
- Pelt. — E. Peltereau, fl. 1931
- Perr.-Bertr. — Jacqueline Perreau-Bertrand, fl. 1963
- Pers. — Персон, Христиан Генрих (Christiaan Hendrik Persoon, 1761—1836))
- Philipp — Klaus Philipp, fl. 2005 Index Fungorum
- Piearce — Graham D. Piearce
- Pilat — Пилат, Альберт (Albert Pilat, 1903—1974)
- Planer — Планер, Иоганн Якоб (Johann Jacob Planer, 1743—1789)[14]
- Poder — Reinhold Poder, fl. 1983
- Poir. — Пуаре, Жан-Луи Мари (Jean-Louis Marie Poiret, 1755—1834)
- Pollini — Поллини, Чиро (Ciro (Cyrus) Pollini, 1782—1833)
- Poumarat — Serge Poumarat, fl. 1996
- Pouzar — Поузар, Зденек (Zdenek Pouzar, род. 1932)
- Q.B.Wang — Qing Bin Wang, fl. 1994
- Quel. — Келе, Люсьен (Lucien Quelet, 1832—1899)

## R
- R.Bauer — Robert Bauer, fl. 1990
- R.Heim — Roger Heim, 1900—1979
- R.Schulz — Roman Schulz, 1873—1926
- R.Sharma — Raghunandan Sharma, fl. 1981
- R.N.Hilton — Roger Norman Hilton, род. 1927
- Rabenh. — Рабенхорст, Готтлоб Людвиг (Gottlob Ludwig Rabenhorst, 1806—1881)
- Raddi — Радди, Джузеппе (Giuseppe Raddi, 1770—1829)
- Ramsb. — Рамсботтом, Джон (John Ramsbottom (mycologist), 1885—1974) Index Fungorum
- Ravenel — Равенель, Генри Уильям (Henry William Ravenel, 1814—1887)
- Rea — Ри, Карлтон (Carleton Rea, 1861—1946)
- Redeuilh — Guy Redeuilh, 1937—2004
- Redhead — Scott Alan Redhead, род. 1950
- Relhan — Richard Relhan, 1754—1823
- Retz. — Anders Jahan Retzius, 1742—1821
- Richon — Charles Edouard Richon, 1820—1893
- Rick — Johann (Joao Evangelista) Rick, 1869—1946
- Ricken — Рикен, Адальберт (Adalbert Ricken, 1851—1921)
- Rolland — Leon Louis Rolland, 1841—1912
- Romagn. — Романьези, Анри (Henri Romagnesi, 1912—1999)
- Romagnoli — Massimiliano Romagnoli, ок. 1870
- Roody — William C. Roody, fl. 1998
- Roques — Joseph Roques, 1772—1850
- Rostk. — Ростковиус, Фридрих Вильгельм (Friedrich Wilhelm Gottlieb Theophil Rostkovius, 1770—1848)
- Roussel — Henri Francois Anne de Roussel, 1747—1812
- Roze — Ernest Roze, 1833—1900
- Rumph. — Румфиус, Георг Эберхард (Georg Eberhard Rumphius, 1628—1702)
- Ryvarden — Рюварден, Лейф (Leif Ryvarden, род. 1935)

## S
- S.Lundell — Лунделль, Сет (Seth Lundell, 1892—1966)
- S.Mill. — S. Miller, fl. 1999
- S.C.He — Shao Chang He, fl. 1985
- Sagar — Anand Sagar, fl. 1999
- Savicz — Савич, Всеволод Павлович (1885—1972)
- Schaeff. — Шеффер, Якоб Кристиан (Jacob Christian Schaffer, 1718—1790)
- Schrad. — Шрадер, Генрих Адольф (Heinrich Adolf Schrader, 1767—1836)
- Schrank — Шранк, Франц фон Паула (Franz von Paula von Schrank, 1747—1835)
- Schulzer — Шульцер, Стефан (Stephan Schulzer von Muggenburg, 1802—1892)
- Schumach. — Шумахер, Генрих Кристиан Фридрих (Heinrich Christian Friedrich Schumacher, 1757—1830)
- Schwein. — Швейниц, Льюис Дэвид (Lewis David von Schweinitz, 1780—1834)
- Schwobel — H. Schwobel, fl. 1969
- Scop. — Скополи, Джованни Антонио (Giovanni Antonio Scopoli, 1723—1788)
- Seaver — Сивер, Фред Джей (Fred Jay Seaver, 1877—1970)
- Segedin — Barbara P. Segedin, род. 1923
- Shear — Шир, Корнелиус Лотт (Cornelius Lott Shear, 1865—1956)
- Sibth. — Сибторп, Джон (John Sibthorp, 1758—1796)
- Sihan. — Prakitsin Sihanonth, fl. 1998
- Simonini — Giampaolo Simonini, fl. 1993
- Singer — Зингер, Рольф (Rolf Singer, 1906—1994)
- Sivasith. — K. Sivasithamparam, fl. 1975
- Smotl. — Смотлаха, Франтишек (Frantisek Smotlacha, 1884—1956)[20]
- Snell — Снелл, Уолтер Генри (Walter Henry Snell, 1889—1980)
- Solheim — Солхейм, Вильгельм Джерард (Wilhelm G. Solheim I, 1898—1978)
- Sommerf. — Соммерфельт, Сёрен Кристиан (Soren Christian Sommerfelt, 1794—1838)[21]
- Sowerby — James Sowerby, 1757—1822
- Speg. — Спегаццини, Карло Луиджи (Carlo Luigi Spegazzini, 1858—1926)
- St.-Amans — Будон де Сент-Аман, Жан Флоримон (Saint-Amans, Jean Florimond Boudon de, 1748—1831)
- States — Стэйтс, Джэк (Jack S. States, 1941—)
- Staude — Friedrich Staude, ?—1861
- Steyaert — Стейарт, Рене (Rene Leopold Alix Ghislain Jules Steyaert, 1905—1978)
- Stirt. — Стертон, Джеймс (James Stirton, 1833—1917)
- Stud.—Steinh. — Bernhard Studer-Steinhauslin, 1847—1910
- Sw. — Сварц, Петер Улоф (Peter Olof Swartz, 1760—1818)
- Sutara — Josef Sutara, род. 1934

## T
- T.Chen — T. Chen, fl. 1985
- T.H.Li — Tai Hui Li, fl. 1987
- T.J.Baroni — Timothy J. Baroni, fl. 1983
- T.Lebel — Teresa Lebel, fl. 2000
- T.N.Lakh. — T.N. Lakhanpal, fl. 1968
- T.T.Chang — Tun Tschu Chang, fl. 1984
- T.W.Henkel — Terry W. Henkel, fl. 1999
- T.W.May — Tom W. May, fl. 1992
- T.W.K.Young — Thomas W.K. Young, fl. 1969
- T.Y.James — Timothy Y. James, fl. 2007 Index Fungorum
- Teng — Shu Chun Teng, 1902—1970
- Th.Fr. — Фрис, Теодор Магнус (Theodor Magnus Fries, 1832—1913)
- Thiers — Harry Delbert Thiers, 1919—2000
- Thirum. — Mandayani Jeersannidhi Thirumalachar, род. 1914
- Thoen — D. Thoen, fl. 1969
- Thom — Том, Чарлз (Charles Thom, 1872—1956)
- Thore — Тор, Жан (Jean Thore, 1762—1823)
- Thunb. — Тунберг, Карл Петер (Carl Peter Thunberg, 1743—1828)
- Thum. — Тюмен, Феликс (Felix Karl Albert Ernst Joachim von Thumen, 1839—1892)
- Tiegh. — Phillippe Edouard Leon van Tieghem, 1839—1914
- Timm — Тимм, Иоахим Христиан (Joachim Christian Timm, 1734—1805)
- Tomas. — Томазелли, Руджеро (Ruggero Tomaselli, 1920—1982)
- Torrend — Camille Torrend, 1875—1961[22]
- Tourn. — Питтон де Турнефор, Жозеф (Joseph Pitton de Tournefort, 1656—1708)
- Tracy — Трэйси, Сэмюэл Миллс (Samuel Mills Tracy, 1847—1920)
- Trappe — James Trappe, 1931—
- Traverso — Траверсо, Джованни Баттиста (Giovanni Battista Traverso, 1878—1959)
- Trevis. — Тревисан де Сен-Леон, Витторе (Vittore Benedetto Antonio Trevisan de Saint-Leon, 1818—1897)
- Trog — Трог, Якоб Габриэль (Jakob Gabriel Trog, 1781—1865)
- Trotter — Троттер, Алессандро (Alessandro Trotter, 1874—1967)
- Tuck. — Edward Tuckerman, 1817—1886
- Tul. — Тюлян, Луи Рене (Louis Rene Tulasne, 1815—1885)

## U — Z
- Ubaldi — D. Ubaldi, fl. 1983
- Underw. — Lucien Marcus Underwood, 1853—1907
- V.L.Wells — Virginia L. Wells, fl. 1968
- Van der Byl — Paul Andries Van der Byl, 1888—1939
- Van Warmelo — Konrad T. Van Warmelo, fl. 1967
- Vassilkov — Васильков, Борис Павлович (1906—1980)
- Vanky — Kalman Vanky, род. 1930
- Velen. — Веленовский, Йозеф (Josef (Joseph) Velenovsky, 1858—1949)
- Vellinga — Else C. Vellinga, fl. 1986
- Vent. — Etienne Pierre Ventenat, 1757—1808
- Vesely — Rudolf Vesely, 1884—1966
- Vezda — Везда, Антонин (Antonin Vezda, 1920—2008)
- Vilgalys — Rytas J. Vilgalys, род. 1958
- Vimba — Вимба, Эдгарс (Edgars Vimba, род. 1930)
- Vill. — Виллар, Доминик (Dominique Villars, 1745—1814)
- Vittad. — Виттадини, Карло (Carlo Vittadini, 1800—1865)
- Vuill. — Вюймен, Жан Поль (Jean Paul Vuillemin, 1861—1932)
- W.Saunders — Саундерс, Уильям (ботаник) (William Saunders (botanist), 1822—1900)
- W.F.Chiu — Wei Fan Chiu, fl. 1949
- W.G.Sm. — Смит, Уортингтон Джордж (Worthington George Smith, 1835—1917)
- W.J.Neill — William J. Neill, fl. 2001
- Wahlenb. — Валенберг, Йёран (Goran Wahlenberg, 1780—1851)
- Wakef. — Уэйкфилд, Элси Мод (Elsie Maud Wakefield, 1886—1972)
- Walter — Уолтер, Томас (Thomas Walter (botanist), 1740—1789)
- Wasser — Вассер, Соломон Павлович (род. 1946)[23]
- Watling — Roy Watling, род. 1938
- Wehmer — Carl (Friedrich Wilhelm) Wehmer, 1858—1935
- Weinm. — Вейнман, Иван Андреевич (Johann Anton Weinmann, 1782—1858)
- Whetzel — Уэтзел, Херберт Хайс (Herbert Hice Whetzel, 1877—1944)
- Willd. — Вильденов, Карл Людвиг (Carl Ludwig Willdenow, 1765—1812)
- Winka — Katarina Winka, fl. 2000
- Winterh. — Wulfard Winterhoff, fl. 1980
- With. — Уизеринг, Уильям (William Withering, 1741—1799)
- Wolfe — Carl B. Wolfe, род. 1945
- Wulfen — Вульфен, Франц Ксавер фон (Franz Xaver Freiherr von Wulfen, 1728—1805)
- X.F.Ren — Xiu Fang Ren, fl. 1994
- X.H.Wang — Xiang Hua Wang, fl. 2002
- X.L.Wu — Xing Liang Wu, fl. 1995
- X.Q.Zhang — Xiao Qing Zhang, род. 1951
- Y.J.Yao — Yi Jian Yao, fl. 1989
- Yasuda — Atsushi Yasuda, 1868—1924
- Z.Igmandy — Z.Igmandy, fl. 1966
- Y.N.Yu — Tong Nian Yu, 1923—
- Zeller — Зеллер, Сэнфорд Майрон (Sanford Myron Zeller, 1885—1948)
- Zhu L.Yang — Zhu Liang Yang, fl. 1993
- Zipp. — Циппелиус, Александр (Alexander Zippelius, 1797—1828)
- Zmitr. — Змитрович, Иван Викторович (род. 1973)